# Desisa malaccensis
Desisa malaccensis är en skalbaggsart som beskrevs av Stefan von Breuning 1938. Desisa malaccensis ingår i släktet Desisa och familjen långhorningar. Inga underarter finns listade i Catalogue of Life.